# 40 Водолея
40 Водолея (лат. 40 Aquarii, HD 210845) — одиночная звезда в созвездии Водолея на расстоянии приблизительно 726 световых лет (около 223 парсеков) от Солнца. Видимая звёздная величина звезды — +6,93m. Возраст звезды оценивается как около 100 млн лет.

## Характеристики
40 Водолея — жёлтый субгигант спектрального класса G5IV. Радиус — около 10,07 солнечных, светимость — около 154,44 солнечных. Эффективная температура — около 5355 К.